# سینوپار
سینوپار یکی از داروهای درمان پوکی استخوان در خانم‌های یائسه است که این خانم‌ها با خطر بالای شکستگی استخوان مواجه هستند.
برای درمان افزایش تراکم استخوان در مردانی که دارای بیماری هیپوگنادال استئوپروسیس هستند نیز بکار می‌رود که این مردان با خطر بالای شکستگی استخوان مواجه هستند.
سینوپار برای درمان بیماری بیماران مبتلا به استئوپروسیس بکار می‌رود که این بیماران مدت طولانی است که برای درمان خود از گلوکوکورتیکوئید استفاده می‌کنند و این بیماران با خطر بالای شکستگی استخوان مواجه هستند. ریسک بالای شکستگی استخوان می‌تواند به دلیل پوکی استخوان یا ناتوانی در درمان پوکی استخوان با داروهای دیگر باشد.
مصرف این دارو حداکثر به مدت ۲۴ ماه مجاز است.

## نام ژنریک دارو
تری پاراتید هورمون

## دسته دارویی
هورمون

## مکانیسم اثر (ویژگی)
سینوپار یک پاراتیروئید هورمون نوترکیب انسانی است که به آن rhPTH نیز گفته می‌شود. پاراتیروئید هورمون از ۸۴ اسیدامینه تشکیل شده‌است که بخش فعال بیولوژیک آن حاوی ۳۴ اسیدامینه است که در بخش N.terminal آن قرار دارد. وزن مولکولی این هورمون ۴۱۱۷٫۸ دالتون می‌باشد.
برای تولید سینوپار از سویه ای از باکتری اشرشیاکولی استفاده شده‌است که توسط تکنولوژی DNA نوترکیب در این سویه تغییرات ژنتیکی ایجاد گردیده‌است.
پاراتیروئید هورمون نقش اولیه در تنظیم متابولیسم کلسیم و فسفات را در استخوان‌ها و کلیه دارد. فعالیت بیولوژیکی PTH و سینوپار از طریق اتصال به رسپتورهای سطحی سلول و تنظیم فعالیت این سلول‌ها صورت می‌گیرد. اثری که سینوپار بر سیستم اسکلتی بدن می‌گذارد وابسته به الگوی اثر سیستماتیک دارو دارد.
- مصرف این دارو حداکثر به مدت ۲۴ ماه مجاز است.[۱]

اثرات جانبی:
عوارض جانبی جدی که گاهی باعث توقف مصرف دارو می‌شوند:
- احساس سبکی سر یا غش کردن در هر تزریق
- افزایش ضربان قلب در هر تزریق
- عوارض گوارشی: تهوع و استفراغ، اسهال یا یبوست، سوءهاضمه

اثرات جانبی با جدیت کمتر:
- عوارض در محل تزریق از جمله درد، قرمزی، خارش و خون مردگی در محل تزریق ISR که با استفاده از دستگاه‌های تزریق خودکار و نحوهٔ تزریق صحیح و کنترل الگوی محل تزریقات، قابل کنترل و پیشگیری هستند
- علایم سیستم عضلانی- اسکلتی:ضعف بدنی و عضلانی، احساس کوفتگی یا گرفتگی در عضلات پا، دردهای مفصلی
- علایم عصبی: عدم تعادل یا آتاکسی، سرگیجه، درد گردن، سردرد، بی‌خوابی، سنکوپ و افسردگی.
- علایم قلبی ـ عروقی: آنژین صدری، افت فشارخون وضعیتی، افزایش فشار خون.
- علایم گوش و حلق و بینی: التهاب گلو و گلو درد، التهاب مخاط بینی و آبریزش
- علایم تنفسی: تنگی نفس، سرفه، التهاب یا عفونت ریه
- علایم پوستی: دانه‌های پوستی
- سایر عوارض: افزایش کلیسم خون، خستگی، خرابی دندانها.
- مصرف این دارو حداکثر به مدت ۲۴ ماه مجاز است.[۱]

## تداخلات دارویی
بیمارانی که داروی دیگوگسین باید در مصرف سینوپار محتاط باشند.

## بسته‌بندی دارو
سینوپار به صورت ویال‌های 3ml حاوی 250mcg دارو به همراه ۲۸ سرنگ انسولین و یک بروشور وجود دارد.